# Preeklampsi
Preeklampsi eller, oegentligt, havandeskapsförgiftning (även graviditetstoxikos), är en sjukdom som kan drabba gravida kvinnor efter den 20:e graviditetsveckan, under förlossningen eller den första tiden därefter. Sjukdomen karaktäriseras av högt blodtryck tillsammans med skador i ett eller flera organsystem såsom njurarna (protein i urinen), levern (HELLP-syndrom), hjärnan (ödem, blödning, eklampsi), blodet eller moderkakan (intrauterin tillväxthämning).

## Etymologi
De äldre termerna "havandeskapsförgiftning" och "graviditetstoxikos" är kvarlevor från en tid då tillståndet antogs bero av något slags förgiftning. Orsaken är ännu okänd, men att det rör sig om en förgiftning eller toxiner från moderkakan är uteslutet. "Eklampsi" kommer från grekiskans ord för blixt, och syftar till Hippokrates observation av snabb och plötsligt påkommande kramp vid graviditet.

## Symptom
Preeklampsi ger oftast inga symptom. I de fall där symptom uppträder är följande vanligast:
- Kraftig huvudvärk[4][5]
- Synbesvär[4][5]
- Magont, särskilt högt upp och under revbenen[4][5]
- Kräkningar[4][5]
- Svullnad i ansiktet, händerna eller fötterna[4][5]

Preeklampsi innebär nytillkommen hypertoni (högt blodtryck) och ofta protein i urinen vid graviditet. Tillståndet debuterar tidigast den 20:e graviditetsveckan. Det är vanligast att preeklampsi uppträder efter graviditetsvecka 34.

## Orsak
Orsaken till preeklampsi är okänd och sjukdomsmekanismerna är inte klarlagda. De vanligaste hypoteserna pekar på en störd anläggning av moderkakan i livmodern vilket är kopplat till nedsatt blodförsörjning och syretillförsel till moderkakan och således fostret.

## Epidemiologi
Preeklampsi förekommer i 2–8 % av alla graviditeter i världen. Det är en av de vanligaste orsakerna till mödradödlighet i världen.

## Komplikationer
Preeklampsi kan leda till för tidig födsel och tillväxthämning av fostret. Svår preeklampsi kan i ovanliga fall leda till tillstånd som eklampsi (kramper och medvetslöshet) eller HELLP-syndromet (organpåverkan; "hemolysis, elevated liver enzymes, and low platelet count").

## Behandling
Den enda definitiva behandlingen är att kvinnan föder barnet och graviditeten avslutas.
Världshälsoorganisationen rekommenderar blodtryckssänkande läkemedel till kvinnor med avsevärt förhöjt blodtryck. Magnesiumsulfat rekommenderas vid svår preeklampsi för att motverka eklampsi (graviditetskramper till följd av preeklampsi) och som behandling vid pågående eklampsi.